# Кириченко Володимир Миколайович
Володимир Миколайович Кириченко ((7 жовтня 1947, Мурманськ — 25 грудня 2016, Запоріжжя) — анархіст-теоретик, махнознавець, астрофізик, педагог, асистент катедри філософії ЗНУ, громадський діяч, організатор запорізького кіноклубу «Сходження», референт товариства «Знання», організатор експериментального загону юних космонавтів ім. Комарова, парашутист. 

### Дитинство
Народився у сім'ї льотчика. 
До 12 років мешкав у м. Сєвєроморську (Мурманської області, Росія). У дитинстві мав слабкі легені, тому кожного літа виїздив до бабусі у м. Суджа (Курська область), де проводив до 5 місяців. Саме у ті часи мріяв, що як і батько буде льотчиком. Якось хтось із товаришів дав почитати книжку братів Стругацьких «Країна багряних хмар», дали на одну ніч, і за цю ніч маленький Володимир зрозумів, що його життя буде пов'язане з космосом.

## Переїзд в Україну

### Шкільний період
1960  — родина Кириченків переїздить до Запоріжжя. 
Володимир завідує масовим сектором ВЛКСМ, був капітаном команди КВВ, яка часто ставала переможцем у міських конкурсах. Саме з того часу на все життя до нього причепилося прізвисько КВН (від російського варіанту абревіатури ПІБ). 
1964  — вступає до Запорізького аероклубу, приписавши собі один рік, бо приймали лише з 17 років. Через рік стає парашутистом-інструктором, отримує 1-й розряд з парашутного спорту. 
1965  — закінчує СШ № 49 (тепер № 19) із золотою медаллю. 

### Професійна діяльність

Могила Володимира Кириченка у Запоріжжі

Вступає до Одеського державного університету на факультет фізики, катедра астрономії. 
1967 року — за оповіді Володимира Кириченка, під впливом романтичних ідей всесвітньої революції, збирався втекти до Болівії і приєднатися до загону Че Гевари. За його слів ніби то домовився у Мурманську із матросом, який би потаємно переправив його до Латинської Америки, та на заваді стала смерть Че. 
1971 року — році захищає дипломну роботу на тему «Філософські питання освоєння космосу» та отримує диплом за фахом астрофізик. До космонавтики Кириченко не потрапив через географічні умови. З дипломом астрофізика він завітав до Московського інституту космічних досліджень, але зіткнувся з такою перешкодою, як прописка. Єдиною вимогою була прописка в радіусі 40 км. Від друзів була порада одружитися для прописки, та він відмовився, повернувся до Запоріжжя.
Починає працювати референтом у товаристві «Знання», читає лекції з космонавтики, філософії, океанології, футурології. Захоплюється літературою, особливо антирадянським самвидавом. З 1973 року стає кур'єром підпільного самвидаву, возить видання з Москви та Ленінграду. 
Під час роботи у товаристві «Знання» стає аспірантом Інституту філософії АН СРСР. Пише кандидатську дисертацію на тему: «Космонавтика та світогляд», але так і не захищає її. 
1977 року — один з ініціаторів створення запорізького клубу «Сходження». В клубі демонструвалися стрічки опальних режисерів, активно обговорювалися. Володимир був президентом клубу перших п’ять років, всі інші президенти дотримувалися принципів закладених Кириченком. 
Вивчився на астрофізика. 
З 1979 року Володимир Кириченко працює асистентом на катедрі філософії Запорізького державного педагогічного інституту (тепер Запорізький національний університет), з якого був звільнений наступного ранку після перегляду на той час забороненого фільму А. Тарковського «Дзеркало». Це сталося у вересні 1982 року, цього ж року припинилося й головування Кириченка у кіноклубі. 
12 квітня 1980 року — при міській станції юних техніків організував єдиний у СРСР Експериментальний загін юних космонавтів імені Володимира Комарова. Подорожував з вихованцями до Байконуру, на Соловецькі острови, в різні обсерваторії на теренах СРСР. Його учні тренувалися на авіатренажерах військового летовища, стрибали з парашутом, пірнали з аквалангами в глибини Дніпра. 
Один із вихованців Олег Скрипочка здійснив мрію  — став космонавтом.
1988 року — засновує неформальну організацію «Світове братство анархістів». У 1991 року «Світове братство анархістів» стає одним з організаторів екологічної акції проти забруднення навколишнього середовища промисловими підприємствами Запоріжжя, зокрема заводом «Коксохім». Кириченко бере активну участь у заходах. Учасники акції стояли наметовим містечком на вул. Діагональній, захопили заводоуправління Коксохіму, влаштували двотижневу акцію протесту «На трубах». До акції долучився народний депутат Віталій Челишев (заступник голови комісії з екології Верховної Ради СРСР). Було влаштоване голодування перед облрадою на площі Жовтневій (тепер площа Фестивальна), проведено низку мітингів. Результатом акцій стало закриття ряду шкідливих виробництв на Коксохімзаводі та утворено Запорізьку екологічну організацію.
1995 року — стає одним із засновників та науковим редактором видавництва «Дике Поле». Першими книжками «Дикого Поля» були: «История махновского движения» Петра Аршинова та «Тачанки с юга» Василя Голованова. Тут Кириченко пропрацював до виходу на пенсію у 2007 році.
2011 року — за внесок у розвиток світової космонавтики та підготовку космонавта Олега Скрипочки Володимир Кириченко нагороджений медаллю «50 років польоту в космос Юрія Гагаріна».
Курирував діяльність дитячого сімейного кіно-клубу «Райдуга», що діяв при факультеті соціальної педагогіки та психології ЗНУ. Співпрацював із туристичним клубом «Сталкер», взяв участь в роботі центра мистецтв «Арт-Простір».
2010 року на одному з «квартирників» у Запоріжжі, де збиралася анархічна молодь, передбачав Революцію на Майдані, розповідаючи, що події відбудуться у 2013—2014 роках, бо саме на цей час припадає пік сонячної активності.